# Denys (pape)
Pour les articles homonymes, voir Denys et Saint Denys.
Denys, en latin : Dionysius, est le 25e pape de l'Église catholique de 259 à 268.

## Histoire
Denys, est probablement né à Terranova da Sibari en Grande-Grèce. Durant le pontificat d'Étienne Ier (254–257) il est prêtre de l'Église catholique et apparaît dans la controverse sur la validité du baptême des hérétiques. Cela conduit Denys d'Alexandrie, évêque d'Alexandrie, à lui écrire au sujet du baptême, lettre dans laquelle il est décrit, par Eusèbe de Césarée, comme étant un homme instruit.
Après le martyre de Sixte II, le 6 août 258, le siège épiscopal reste vacant un an. Les persécutions contre les chrétiens devenant moins intenses, le prêtre Denys, connu pour son zèle au sein de l'Église, est élu évêque de Rome le 22 juillet 259. Gallien devient ensuite unique empereur romain en 260 et rassure aussitôt les chrétiens par un édit de tolérance, adressé à des évêques d'Égypte, qui met fin aux persécutions et leur rend en particulier leurs lieux de culte et cimetières, entamant la période appelée « petite paix de l'Église ».

## Pontificat
Denys s'efforce de réorganiser l'Église, localement très éprouvée et renforce le rôle des prêtres au détriment de celui des diacres. Il renoue ensuite le contact avec les Églises d'Afrique et d'Asie. Une de ses lettres redéfinit la position de Rome sur la validité du baptême des hérétiques et sur la doctrine de la Trinité.
Denys gère avec habileté le conflit intervenu dans l'Église d'Alexandrie entre le patriarche et une partie de son clergé. Le patriarche, accusé d'hérésie, se disculpe auprès de Denys. Celui-ci était resté très mesuré dans sa lettre relevant les griefs à l'encontre du patriarche. À la suite de ces accusations, Denys tient, à Rome vers 262, un concile où est anathématisée le modalisme de Sabellius.
Denys porte attention aux Églises éloignées, notamment celle de Cappadoce dévastée par les invasions de Goths. Il adresse une lettre de réconfort à l'Église de Césarée ainsi qu'un soutien financier.
À la suite de l'excommunication de Paul de Samosate, le concile d'Antioche, en 269, adresse une lettre au pape mais aussi à l'évêque d'Alexandrie.
Denys meurt le 26 décembre 268. Il est le premier pape à ne pas être martyr. Saint de l'Église catholique, il est fêté le 26 décembre.
Il est inhumé dans la crypte des Papes de la catacombe de Saint-Calixte bien que sa pierre tombale ne fut jamais retrouvée. Ses reliques auraient été transférées, en 1601, dans l'autel de la Basilique San Silvestro in Capite, aux-côtés de celles de Sylvestre Ier et Étienne Ier.
Denys de Rome est ainsi cité dans le Martyrologe romain : « À Rome, au cimetière de Calliste sur la voie Appienne, en 268 ou 269, saint Denys, pape. Après la persécution de l'empereur Valérien, il brilla par la rectitude de sa foi et de sa vertu : il consola les chrétiens dans l'affliction par ses lettres et sa présence ; il racheta, moyennant rançon, ceux qui étaient captifs, et enseigna aux ignorants les bases de la foi. »

## Source
(en) Le pape Saint Denys - Catholic Encyclopedia - 1913 - Johann Peter Kirsch - Volume 5.